# Inženirska brigada Generalštaba NOV in PO Makedonije
Inženirska brigada Generalštaba NOV in PO Makedonije (srbohrvaško Inžinjerijska brigada Generalštaba NOV i PO Makedonije) je bila brigada v sestavi Narodnoosvobodilne vojske in partizanskih odredov Jugoslavije in ki je delovala med drugo svetovno vojno na področju Kraljevine Jugoslavije.